# 希洛沃
希洛沃（羅馬化：Shilovo）是俄罗斯梁赞州的市级镇、希洛沃区行政中心及规模最大聚居地，同时也是该州人口最多的市级镇。地处梁赞州中部，位于伏尔加河流域奥卡河畔，在州府梁赞东南方。
镇内设有同名铁路车站。连接莫斯科与车里雅宾斯克的M5公路（乌拉尔公路）从该镇西南侧经过。
该地2022年人口有13,435人；2010年人口15,669；2002年人口16,572；1989年人口18,374。